# Rik Regeling
Rik Regeling (Amsterdam, 3 mei 2001) is een Nederlands voetballer die als verdediger voor Jong AZ speelt. Hij is de jongere broer van Vincent Regeling.

## Carrière
Rik Regeling speelde in de jeugd van RKSV Pancratius, AFC Ajax, SV Hoofddorp en AZ. Sinds 2020 maakt hij deel uit van de selectie van Jong AZ. Hij miste een groot deel van het seizoen 2020/21 door een blessure. Hij zat pas bij de laatste wedstrijd van het seizoen bij de wedstrijdselectie en debuteerde in deze wedstrijd, die met 2-1 werd verloren van FC Volendam. Hij kwam in de 82e minuut in het veld voor Robin Lathouwers.

### Statistieken
| Seizoen                   | Club           | Land           | Competitie     | Competitie | Competitie | Beker | Beker | Totaal | Totaal |
| Seizoen                   | Club           | Land           | Competitie     | Wed.       | Dlp.       | Wed.  | Dlp.  | Wed.   | Dlp.   |
| ------------------------- | -------------- | -------------- | -------------- | ---------- | ---------- | ----- | ----- | ------ | ------ |
| 2020/21                   | Jong AZ        | Nederland      | Eerste divisie | 1          | 0          | –     | –     | 1      | 0      |
| Carrièretotaal            | Carrièretotaal | Carrièretotaal | Carrièretotaal | 1          | 0          | 0     | 0     | 1      | 0      |
| Bijgewerkt op 16 mei 2021 |                |                |                |            |            |       |       |        |        |